# 三田育種場競馬
三田育種場競馬（みたいくしゅじょうけいば）は、1877年（明治10年）から1890年（明治23年）ごろまで東京三田四国町（現在の住所では港区芝3丁目の大部分と競馬場の南側は芝5丁目NEC本社ビル敷地を含む一帯）にあった三田育種場内の競馬場で行われていた競馬。三田育種場競馬場は競馬場としては特異な形状の一周長さ1.1キロメートルのほぼ円形のコースを持つ競馬場で、当初は馬匹の改良を目的として農務局が競馬を行い、1880年（明治13年）からは興農競馬会社が社交の場を兼ねて多くの観衆を集めて洋式競馬を催した。馬券は発売されなかったものの、かわりに富くじ付き前売り入場券を発売したため一般の多くの観客が集まったが、1882年（明治15年）富くじが禁止されたため廃れていった。明治10年代から20年のかけての日本では横浜根岸競馬や上野不忍池競馬と比べると規模は小さかったものの、天皇を含む多くの上流貴族が集う三田育種場競馬は華やかな祭典であった。

## 官営競馬時代
江戸時代の三田四国町旧薩摩藩邸跡地に作られた三田育種場では農作物の改良・普及に加え牛馬の改良も行われ、馬術や打毬、馬市のほか馬の改良のための競馬も行われていた。競馬は1877年（明治10年）から1879年（明治12年）までは仮の馬場で行われたが、明治10年の開場の際に行われた最初の競馬では出走頭数も少なく、そのため内務卿大久保利通は陸軍に馬と騎手を参加させるように要請した。明治10年から12年までの競馬の賞金や観客についてなど詳細な記録はなく不明である。
1879年（明治12年）12月には常設の馬場が完成し、完成記念で当時としては大掛かりな競馬が開催された。宮内省、内務省勧農局、陸軍が参加し、戸山競馬や根岸競馬で活躍していた馬や騎手が出走する。華族や政府高官も観覧し、陸軍楽隊が音楽を演奏する。勧農局の記録ではこの時から若干の賞金を出すようになったことが記されている。
三田育種場で行われた常設馬場完成記念の競馬や興農競馬会社の競馬は洋式競馬だが、三田育種場では和鞍による古流の和式競馬も行われていた。團團珍聞は洋風化政策を推し進める政府の役人が三田では和式競馬を行っていることを皮肉る風刺記事を載せている。

## 興農競馬会社
1879年（明治12年）12月の常設馬場開場記念競馬が成功した直後から、この馬場での定期的な洋式競馬開催を目論む興農競馬会社設立の動きが起きる。
中心となったのは三田育種場の畜産部門の実務を請け負っていた商人木村荘平。1880年（明治13年）5月には木村のほか久保之昌、野津道貫、西寛二郎らの申請により、勧農局は興農競馬会社 (Agricultural Racing Club) に馬場の使用を許可する（野津と西は共同競馬会社の幹事でもある陸軍将校）。
興農競馬会社は1880年（明治13年）5月15-16日に第一回目の競馬を施行する。また第二回目以降も毎年春と秋に競馬を開催する（この時代、三田のほかの戸山、根岸の各競馬場も春と秋に競馬を開催している）。同時期のほかの競馬会、横浜根岸のニッポン・レース・クラブや東京戸山で競馬を開催する共同競馬会社が社交を目的としたのと同じく興農競馬会社も馬匹の改良に加えて社交としての競馬を志す。
興農競馬会社が主催する第一回三田競馬には東伏見宮をはじめ西郷従道、伊藤博文、松方正義ら政府高官が観覧し、第二回目には東伏見宮、北白川宮、山階宮を始め多くの華族、政府高官、軍高級将校、財界人、外交官らが参加する。1881年（明治14年）春の第三回目には明治天皇も行幸された。
興農競馬会社は木村荘平、野津道貫のほか侍従長の米田虎雄、侍従藤波言忠や西郷従道が幹事を務める。
この当時は馬券を発売することが出来なかったので財政は会費・入場料・馬の出走料、官からの補助に頼っていたが苦しく、そのため幹事の一人で商人の木村荘平の発案で富くじ付き前売り入場券を発売する。馬券は禁止されていたので、この富くじは馬に賭けるものではなく、券にあらかじめ記された番号が抽選で当選すれば商品を得られるというものだった（当選には馬の勝ち負けは関係ない）。前売り入場券5000枚分は競馬の運営と競馬の賞金にあて、それ以上前売り入場券が売れたらその売り上げは入場券を買い当選した観客に景品として還元する。1万枚売れたら1等当選者は入場料の100倍の景品を取れる。
この仕組みが人気となり1880年（明治13年）秋の第二回興農競馬会社競馬では11,000枚の前売り入場券が売れ、競馬場は満員の人出となり、前売り券の売り上げで競馬の勝ち馬の賞金も増え、翌1881年（明治14年）の開催では2万枚の前売り入場券を売った。しかし、1882年（明治15年）富くじ取り締まりが強化され、興農競馬会社は富くじ付き前売り入場券を発売できなくなり収入は激減し、レースの賞金もきわめて低額になっていった。
興農競馬会社は競馬に様々なアイディア（日本馬限定にして他の競馬と差別化を図る、他の競馬場での未勝利・未出走馬のレースなど低額の賞金でも出走する馬を積極的に集める。各種のハンデ戦、学習院生徒が騎乗するレース）を実施し、三菱や皇族らの寄付もあり、観客は数多くあつまるものの、経営は苦しく1885年（明治18年）秋の開催を最後に興農競馬会社による競馬は終了する。
興農競馬会社の競馬には1881年（明治14年）春から1883年（明治16年）秋までの6場所連続で明治天皇が訪れるなど、それなりに注目を浴びてはいたが、1884年（明治17年）多額の経費を投入した上野不忍池競馬が屋外の鹿鳴館ともいうべき位置づけで大規模に華々しく開催されていた陰でひっそりと終わった興農競馬会社はニッポン・レース・クラブや共同競馬会社と比べるといささか時代的存在意義は小さかったといえる。

## その後
政府は三田育種場の運営を1884年（明治17年）4月私立大日本農会に委託するが、1886年（明治19年）9月には返納させ、育種場そのものが閉鎖されてしまった。興農競馬会社による競馬が終了したのちも、主催者、主催形態等の詳細は不明だが細々と競馬は行われたらしい。しかしそれも1890年（明治23年）ごろには終了する。
現在の港区芝にはかつて競馬が行われていた面影はまったくない。